# Adriaan Reyners
Adriaan Reyners was een miniaturist die actief was in Mechelen in de eerste helft van de 16e eeuw. Zijn activiteit is documentair aanwijsbaar tussen 1511 en 1528. Verwijzingen naar een verluchter Adriaan Reyners, waarvan we niet zeker zijn of het over dezelfde persoon gaat, zijn er in 1506 en in 1555.
In 1506 zou er een getijdenboek gemaakt zijn in Mechelen dat door Egide de Witte werd toegeschreven aan Reyners alleen op basis van het feit dat hij toen in Mechelen aanwezig zou geweest zijn. Een stijlanalyse zou hier meer zekerheid kunnen geven, maar het getijdenboek is momenteel in privé bezit en niet beschikbaar. De verwijzing naar 1555 gaat over een miniaturist die het Brabants zegel voor Filips II van Spanje ontwierp, maar volgens de beschrijving van de personen die aan het zegel zouden gewerkt hebben gaat het over ene Adrien Reyniers van Brussel.
In de literatuur wordt hij ook Reynders genoemd, Reymers en Reyniers zijn andere varianten.

## Biografische elementen
In een colofon dat hij in 1524 schreef in een door Aldus Manutius gedrukt boek, geschreven door Giorgio Valla, het “De expetendis et fugiendis rebus”, stelde hij zichzelf voor als “Ego Adrianus Reynerius // batavus leydys ortus libru[m] // hu[n]c literis illustravi ac // depinxi Anno a christo na // to M.D. xxiiij. Xi. Kl. Jan.”. Hieruit blijkt dat hij afkomstig was uit Leiden in Holland. Zoals zovele andere kunstenaars had hij zich gevestigd dicht bij de plaats waar het gezag werd uitgeoefend omdat daar de klanten te vinden waren. Margaretha van Oostenrijk landvoogdes van de Habsburgse Nederlanden had vanaf 1507 in Mechelen haar residentie gevestigd. 

## Werken
Reyners werkte regelmatig voor de  abdij  van Averbode in opdracht van abt Gerard vander Schaeft. Hij is verschillende malen terug te vinden in de rekeningen van de abdij voor het verluchten van gedrukte missalen en voor het schilderen van religieuze taferelen die in liturgische werken werden ingevoegd. Hij zou onder meer gezorgd hebben voor de verluchting van een Missale Confessorum, nog steeds in de abdij bewaard als Ms.IV. 64. Dit is trouwens het enige werk van Reyners dat bewaard is gebleven.
Nadat in 1527 een opdracht voor het verluchten van een missaal geschreven door Franciscus van Weert op diens aanbeveling werd toevertrouwd aan Marie van Bel, lijkt er een einde gekomen te zijn aan zijn relaties met de abdij van Averbode. Een beetje later verhuisde hij in Mechelen van de Tichelrij waar hij van 1514 toto 1528 had gewoond naar de Melaan.
De verluchting van het gedrukte werk van Georges Walle werd, zoals blijkt uit de ex libris, besteld door ene Cornelius Kiel, een rijke Antwerpse handelaar. Hieruit kunnen we afleiden dat Adrien Reyners niet uitsluitend voor de kloosters werkte, maar ook personen uit de rijke burgerij als klant had.